# 柱状節理

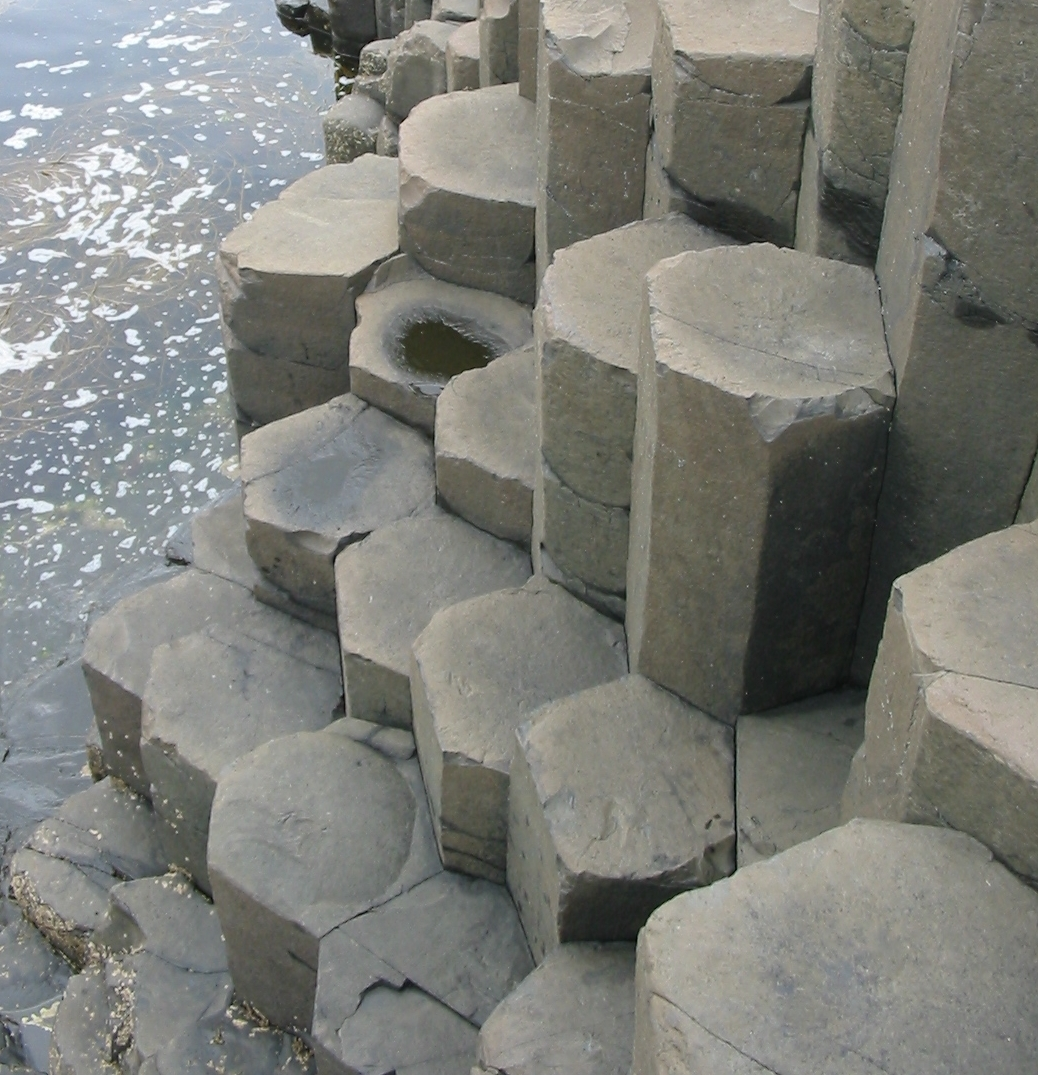
北アイルランドのジャイアンツ・コーズウェー（巨人の石道）にある柱状節理

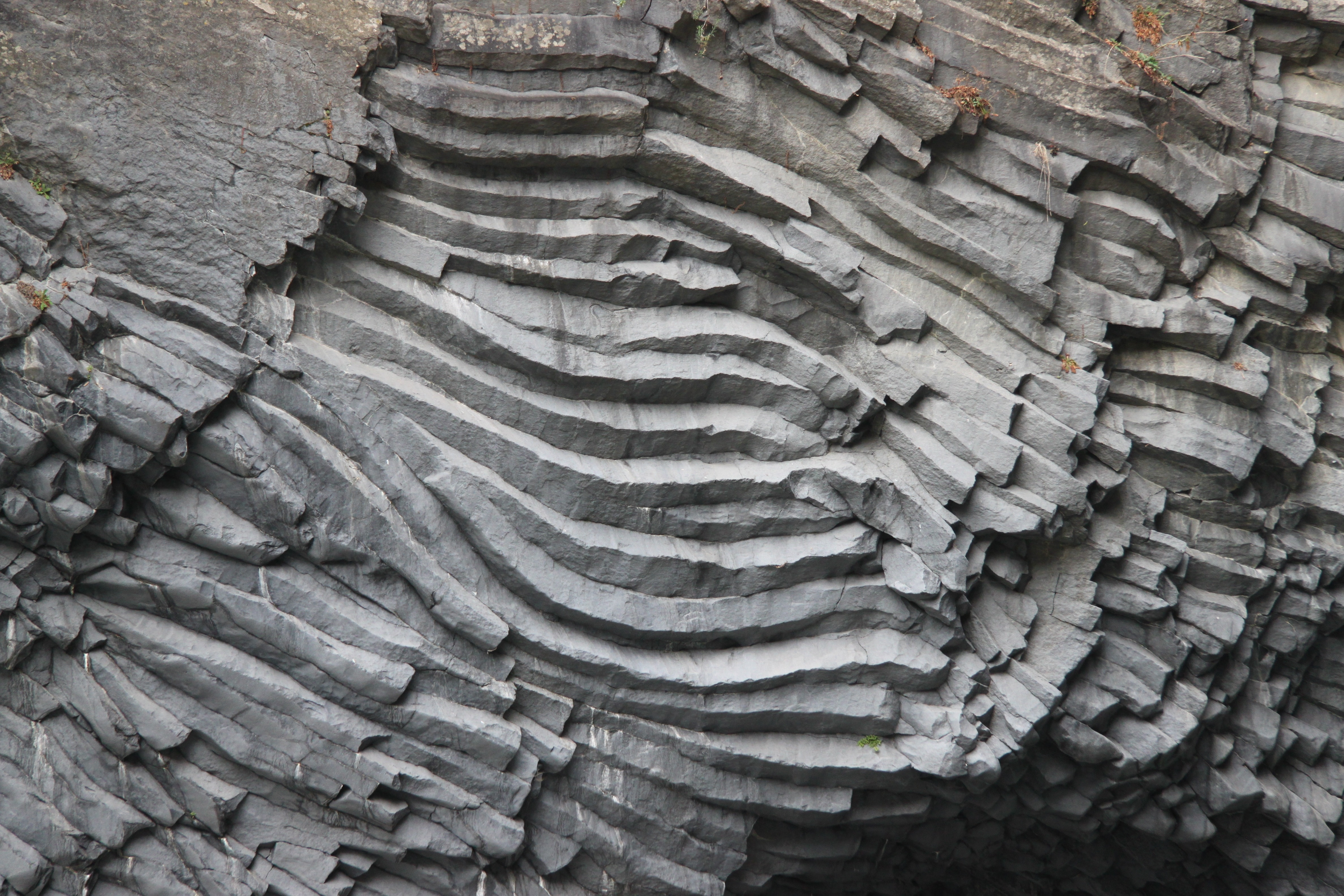
シチリア、アルカンタラ渓谷にある柱状節理

柱状節理（ちゅうじょうせつり、英語: columnar jointing, columnar joint）は、節理と呼ばれる両側にずれの見られない規則性のある割れ目を持つ地質構造であり、割れ目によって多角柱の規則的配列構造が形成される。柱状節理は多くの種類の火成岩で起こり、岩が冷えて収縮すると形成される。柱状節理は溶岩流および火山灰流凝灰岩（溶結凝灰岩）の冷却や、一部の浅い火成貫入で起こりうる。堆積岩が近くの熱いマグマによって熱された時にも稀に起こりうる。
柱の直径は3メートルから数センチメートルまで様々で、高さは30メートルのものもある。典型的には並行で真っ直ぐであるが、曲がっていることもある。規則的で真っ直ぐで直径が大きな柱の規則的配列構造はコロネード（列柱）と呼ばれる。それに対して、不規則で、あまり真っ直ぐでなく、直径が小さな配列はエンタブラチュアと呼ばれる。個々の柱の側面の数は3面から8面まで様々であるが、6面のものが最も一般的である。

## 場所
アメリカ合衆国で柱状節理が見られる有名な場所としては、ワイオミング州のデビルスタワー（悪魔の塔）、カリフォルニア州のデビルズ・ポストパイル（悪魔の石柱群）、オレゴン州、ワシントン州、アイダホ州のコロンビア川洪水玄武岩などがある。その他に有名な場所としては、北アイルランドのジャイアンツ・コーズウェー（巨人の石道）、スコットランド、スタファ島のフィンガルの洞窟などがある。

### デビルスタワー

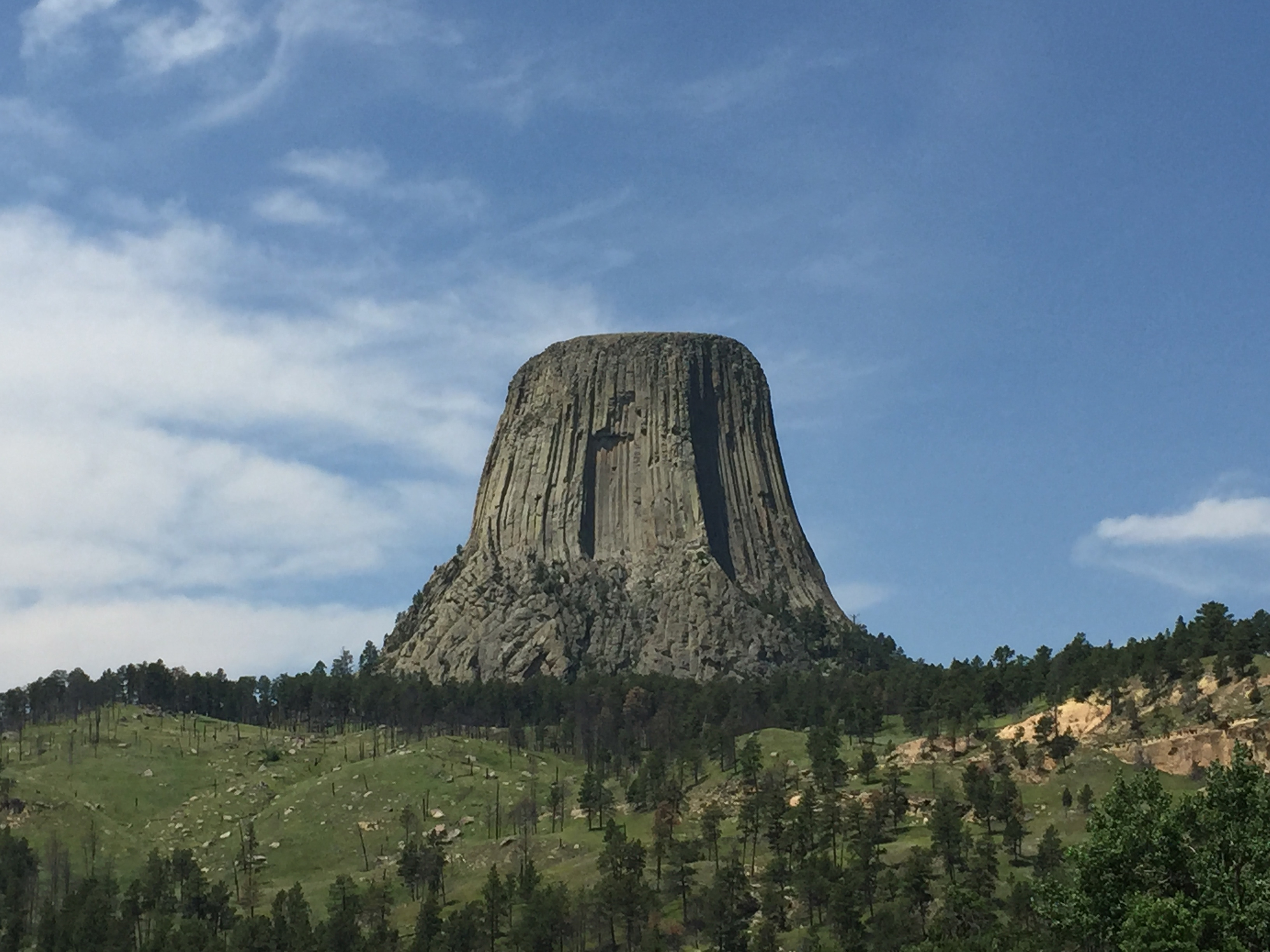
デビルスタワーはワイオミング州ブラック・ヒルズ国有林にある侵食された餅盤である。

アメリカ合衆国ワイオミング州にあるデビルズタワーは形成されてからおよそ4千万年で、高さは382メートルある。地質学者は、デビルズタワーを形成する岩が貫入から固化したことで意見が一致しているが、この貫入からのマグマが地表面にかつて達したかどうかについてははっきりしていない。ほとんどの柱の側面は6面であるが、4面、5面、7面のものも見られる。

### ジャイアンツ・コーズウェー
北アイルランドの北アントリム海岸にあるジャイアンツ・コーズウェー（アイルランド語: Clochán An Aifir）は6千万年前の火山活動によって作られ、4万を超える石柱からなる。伝説によれば、巨人のフィン・マックールがスコットランドへの土手道（コーズウェイ）としてジャイアンツ・コーズウェーを作った。

### 層雲峡
日本の北海道上川町の一部である層雲峡は24キロメートル続く柱状節理が特徴である。この地形は3万年前に大雪山火山群の侵食の結果生まれた。

### デカン・トラップ
インドの後期白亜紀のデカン・トラップは地球最大の火山区の1つを構成する。カルナータカ州にあるセント・メアリーズ諸島で柱状節理の例を見ることができる。

### 萬宜水庫
白亜紀に形成されたこの柱状岩石群は、香港西貢半島近くの貯水池（萬宜水庫）や島々近辺で見られる。岩石が苦鉄質岩ではなく、珪長質凝灰岩である点で特殊である。

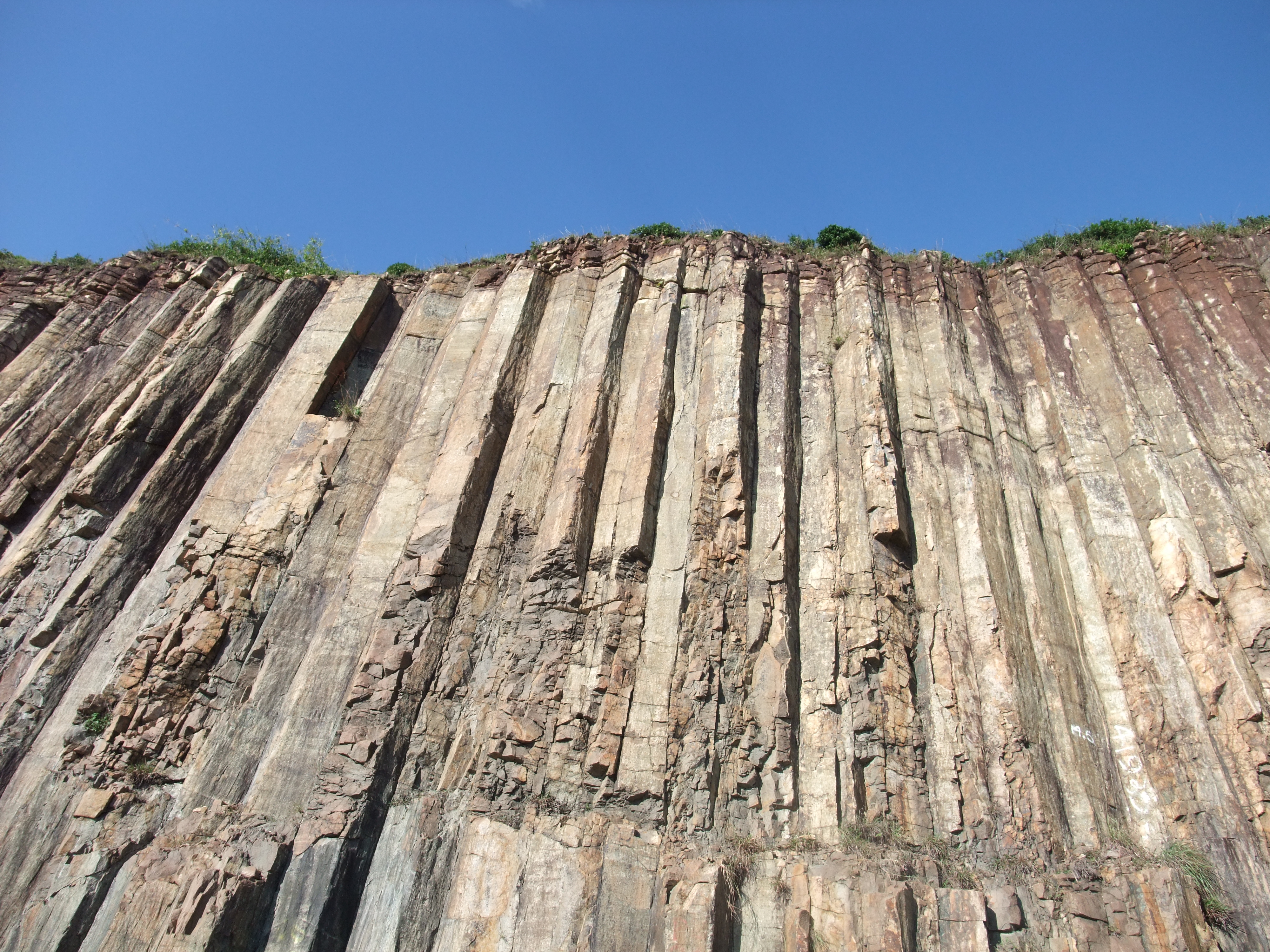
萬宜水庫東壩（ダム）にある柱状節理

### マクテシュ・ラモン
イスラエル、ネゲヴ砂漠のマクテシュ・ラモンのマクテシュ（侵食圏谷）にあるHaMinsara（木工所）の柱状節理砂岩。

### セッロ・コイ
パラグアイのアスンシオン都市圏には柱状節理砂岩の例がいくつか存在する。最も良く知られているのはアレグアにあるセッロ・コイであるが、ルケにもいくつかの石柱群が存在する。

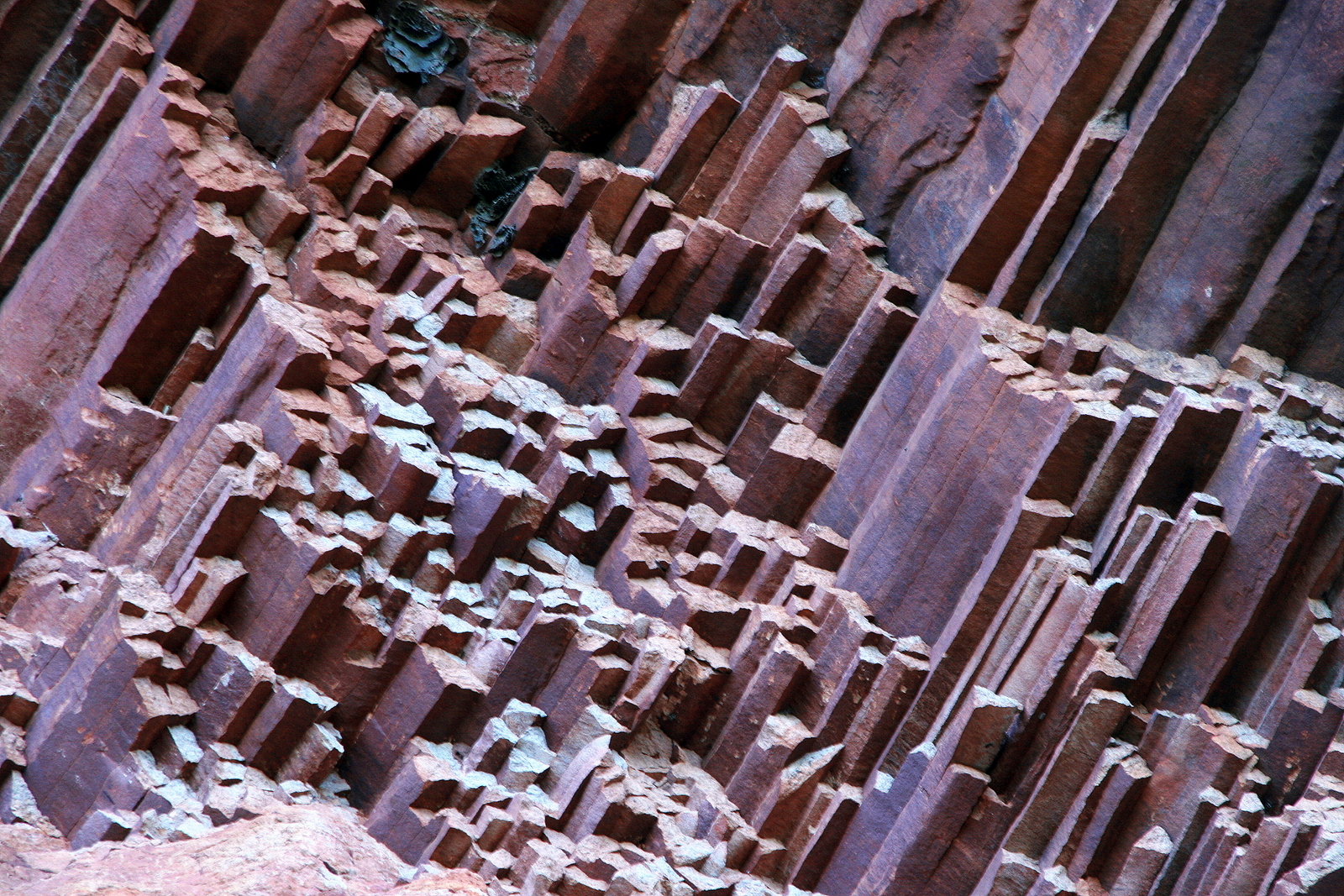
パラグアイ、セッロ・コイの砂岩における柱状節理

### 火星
いくつかの柱状節理の露頭がマーズ・リコネッサンス・オービター（MRO）に搭載された高解像度撮像装置HiRISEによって火星で発見されている。

### ソーン・ロックス

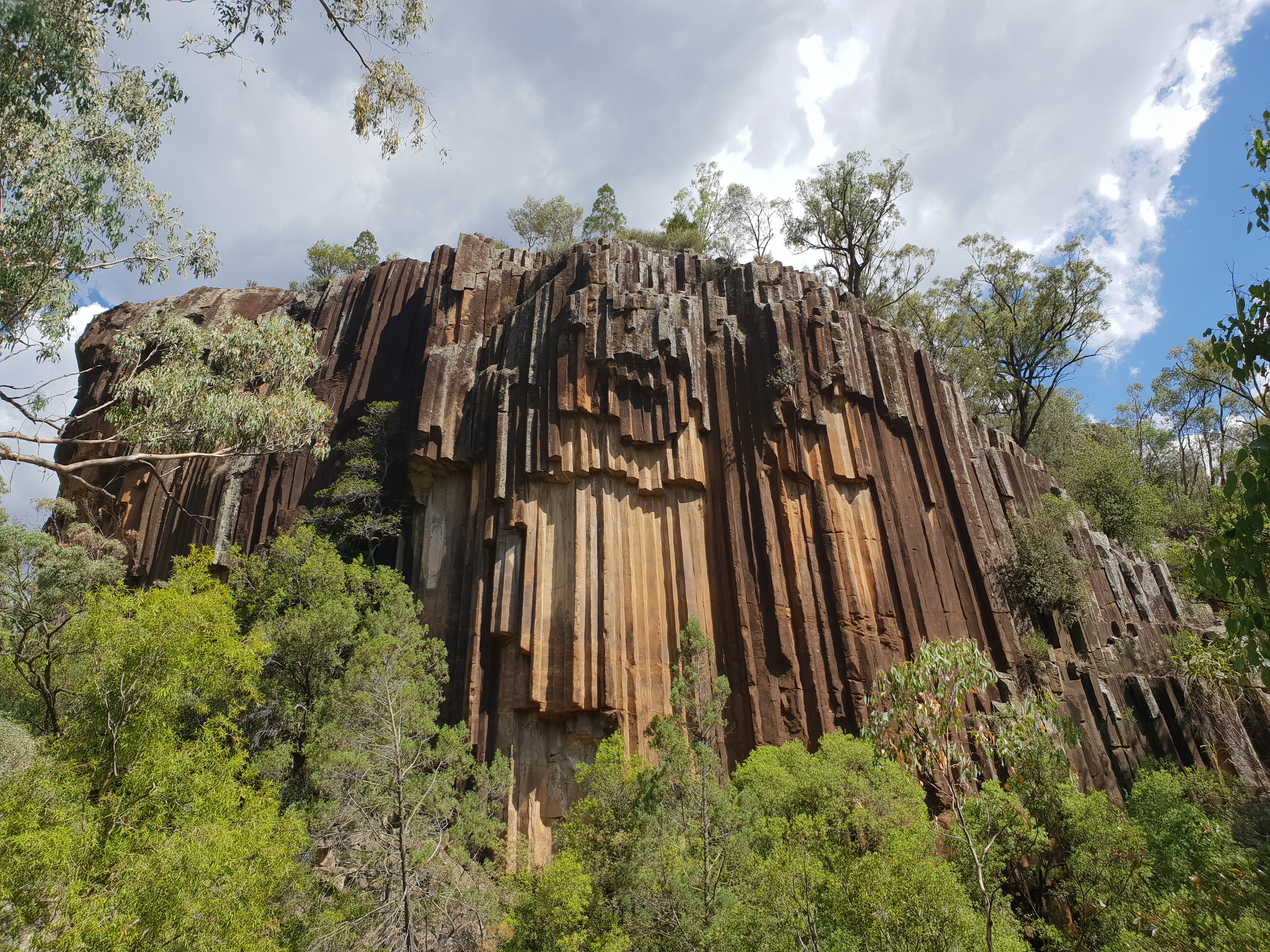
ソーン・ロックスにある柱状節理

オーストラリア、ニューサウスウェールズ州ナラブライ近くのマウント・カプター国立公園にあるソーン・ロックスは、川の水面からの高さ40メートル、地中30メートルに及ぶ柱状節理が特色である。

### サンタ・マリア・レグラの玄武岩質柱群
アレクサンダー・フォン・フンボルトはメキシコ、イダルゴ州ウアスカ・デ・オカンポに位置する石柱群を記録した。

### タワウの柱状玄武岩
マレーシア、タワウ、カンプン・バルン・ココスでは、柱状玄武岩地帯を川が流れる。ある区域では川岸から垂直に立っている。その他の場所では川岸に横向きになっている。